# 2MASS J08354256-0819237
2MASS J08354256-0819237 ist ein Brauner Zwerg im Sternbild Wasserschlange. Er gehört der Spektralklasse L5 an. Seine Position verschiebt sich aufgrund seiner Eigenbewegung jährlich um 0,61 Bogensekunden. Er wurde 2003 von Kelle L. Cruz et al. entdeckt.